# Gare de Saint-Genest-d'Ambière
La gare de Saint-Genest-d'Ambière est une gare ferroviaire française de la ligne de Loudun à Châtellerault, située sur le territoire de la commune de Saint-Genest-d'Ambière, dans le département de la Vienne, en région Nouvelle-Aquitaine.

## Situation ferroviaire
La gare de Saint-Genest-d'Ambière est située sur la ligne de Loudun à Châtellerault, entre les gares de Lencloître et de Scorbé-Clairvaux.

## Histoire
Elle est mise en service le 20 septembre 1886, par l'Administration des chemins de fer de l'État, lorsqu'elle ouvre à l'exploitation la ligne de Loudun à Châtellerault.
Elle est fermée au service des voyageurs le 15 mai 1939, néanmoins un service par autorail est mis en place de mai 1944 à aôut 1944.
La section de ligne entre Lencloitre et Châteauneuf est définitivement fermée à tout trafic le 26 septembre 1980 et la voie est déposée peu de temps après le déclassement du 26 septembre 1992. 

## Patrimoine ferroviaire
Après son déclassement, l'ancienne ligne est réaménagée en chemin vert du patrimoine.